# Abelona carrikeri
Abelona carrikeri is een rechtvleugelig insect uit de familie Gryllacrididae. De wetenschappelijke naam van deze soort is voor het eerst geldig gepubliceerd in 1927 door Hebard.